# Nou Aeroport de Chitose
El Nou Aeroport de Chitose (新千歳空港, Shin-Chitose Kūkō) (IATA: CTS, OACI: RJCC) és un aeroport internacional localitzat al sud-est dels termes municipals de Chitose i Tomakomai, a Hokkaido, Japó. L'aeroport presta servei a l'àrea metropolitana de Sapporo, la capital de Hokkaido i per trànsit i extensió, és l'aeroport més gran de la regió.
Adjacent a les instal·lacions civils es troba la Base Aèria de Chitose, d'ús exclusiu de les Forces d'Autodefensa del Japó. Abans de la construcció del nou aeroport el 1988, l'actual base feia el servei d'Aeroport de Chitose per a civils des de 1963.
A data de 2018, el Nou Aeroport de Chitose fou el cinqué aeroport amb més trànsit del Japó i el 64é amb més passatgers del món. La ruta de 819 km entre aquest aeroport i l'Aeroport Internacional de Tòquio segona ruta aèria més transitada del món amb 9,6 milions de passatgers l'any 2018.

## Història
El Nou Aeroport de Chitose va obrir les portes el juliol de 1988 per tal de substituir l'adjacent antic Aeroport de Chitose, en actiu per a civils des de 1963. Originalment, el codi d'aeroports IATA de l'aeroport n'era SPK, però aquest codi va ser després adoptat com a codi de ciutat per tal de referir-se als dos aeroports de Sapporo, el de Chitose i el d'Okadama, aquest darrer més petit i destinat a vols domèstics dins de Hokkaido.
L'any 1994 l'aeroport es va convertir en el primer aeroport 24 hores del Japó. Actualment, els vols entre les 10 de la nit i les 7 del mati estan limitat només a sis a causa de la contaminació acústica. D'aquests sis vols nocturns, quatre solen ser per a passatgers que prenen el pont aèri entre Tòquio i Sapporo i els dos restants són per a transport de càrrega i mercaderies.
Com que l'espai aeri de l'aeroport està compartit amb la base aèria militar, els aterratges estàn limitats només a 32 per hora durant les hores laborables, i les operacions de companyies estrangeres es troben prohibides els dilluns i dimarts. Aquestes restriccions es troben marcades per a desaparèixer al març de 2017. Una segona terminal es troba en construcció i es preveu la seua inauguració per a l'agost de 2019.

## Aerolínies i destinacions

### Regional
| Ciutats      | Nom de l'aeroport        | Aerolínies        |
| ------------ | ------------------------ | ----------------- |
| Kushiro      | Aeroport de Kushiro      | ANA / ANA Wings   |
| Rishiri      | Aeroport de Rishiri      | ANA               |
| Wakkanai     | Aeroport de Wakkanai     | ANA / ANA Wings   |
| Hakodate     | Aeroport de Hakodate     | ANA Wings         |
| Ōzora        | Aeroport de Memanbetsu   | ANA Wings / J-Air |
| Nakashibetsu | Aeroport de Nakashibetsu | ANA Wings         |

### Nacional
| Ciutats               | Nom de l'aeroport                | Aerolínies                                             |
| --------------------- | -------------------------------- | ------------------------------------------------------ |
| Nagoya (Tokoname)     | Aeroport Internacional de Chubu  | AirAsia Japan / Air Do / ANA / JAL / Jetstar / Skymark |
| Kobe                  | Aeroport de Kobe                 | Air Do / ANA / Skymark                                 |
| Sendai (Natori)       | Aeroport de Sendai               | Air Do / ANA Wings / Ibex / JAL / J-Air / Peach        |
| Ōta                   | Aeroport Internacional de Tòquio | Air Do / ANA / JAL / Skymark                           |
| Fukuoka               | Aeroport de Fukuoka              | ANA / JAL / Peach / Skymark                            |
| Hiroshima (Mihara)    | Aeroport de Hiroshima            | ANA / JAL                                              |
| Okayama               | Aeroport d'Okayama               | ANA                                                    |
| Osaka (Itami)         | Aeroport Internacional d'Osaka   | ANA / JAL                                              |
| Osaka (Izumisano)     | Aeroport Internacional de Kansai | ANA / JAL / Jetstar / Peach                            |
| Shizuoka (Makinohara) | Aeroport de Shizuoka             | ANA                                                    |
| Narita                | Aeroport Internacional de Narita | ANA / JAL / Jetstar / Peach / Spring                   |
| Fukushima (Sukagawa)  | Aeroport de Fukushima            | ANA                                                    |
| Kanazawa (Komatsu)    | Aeròdrom de Komatsu              | ANA                                                    |
| Naha                  | Aeroport de Naha                 | ANA                                                    |
| Toyama                | Aeroport de Toyama               | ANA                                                    |
| Akita                 | Aeroport d'Akita                 | ANA Wings / J-Air                                      |
| Aomori                | Aeroport d'Aomori                | ANA Wings / J-Air                                      |
| Niigata               | Aeroport de Niigata              | ANA Wings / J-Air                                      |
| Matsuyama             | Aeroport de Matsuyama            | Ibex                                                   |
| Matsumoto             | Aeroport de Matsumoto            | FDA                                                    |
| Yamagata (Higashine)  | Aeroport de Yamagata             | FDA                                                    |
| Hanamaki              | Aeroport de Hanamaki             | J-Air                                                  |
| Izumo                 | Aeroport d'Izumo                 | J-Air                                                  |
| Tokushima (Matsuhige) | Aeròdrom de Tokushima            | J-Air                                                  |
| Omitama               | Aeròdrom de Hyakuri              | Skymark                                                |

### Internacional
| Ciutats                  | Nom de l'aeroport                           | Aerolínies                                                 |
| ------------------------ | ------------------------------------------- | ---------------------------------------------------------- |
| Iujno-Sakhalinsk         | Aeroport de Iujno-Sakhalinsk                | Aurora                                                     |
| Kuala Lumpur             | Aeroport Internacional de Kuala Lumpur      | AirAsia X / Malindo Air                                    |
| Pequín                   | Aeroport Internacional de Pequín            | Air China                                                  |
| Seül (Inchon)            | Aeroport Internacional d'Inchon             | Air Seoul / Asiana / Eastar Jet / Jeju Air / Jin Air / KAL |
| Hong Kong                | Aeroport Internacional de Hong Kong         | Cathay Pacific / Hong Kong Airlines                        |
| Kaohsiung                | Aeroport Internacional de Kaohsiung         | China Airlines                                             |
| Toyuan                   | Aeroport Internacional de Taiwan-Taoyuan    | China Airlines / EVA / Malindo Air                         |
| Nanquín                  | Aeroport Internacional de Nanquín-Lukou     | China Eastern / Juneyao                                    |
| Xangai                   | Aeroport Internacional de Xangai-Pudong     | China Eastern / Juneyao                                    |
| Dalian                   | Aeroport Internacional de Dalian-Zhoushuizi | China Southern                                             |
| Pusan                    | Aeroport Internacional de Gimhae            | Eastar Jet / Jeju Air                                      |
| Hèlsinki                 | Aeroport de Hèlsinki-Vantaa                 | Finnair                                                    |
| Hangzhou                 | Aeroport Internacional de Hangzhou-Xiaoshan | Hainan                                                     |
| Honolulu                 | Aeroport Internacional Daniel K. Inouye     | Hawaiian Airlines                                          |
| Lleó                     | Aeroport de Lleó                            | Air Nostrum                                                |
| Madrid *                 | Aeroport de Madrid-Barajas                  | Air Europa / Iberia / Vueling                              |
| Màlaga                   | Aeroport de Màlaga-Costa del Sol            | Vueling / Ryanair                                          |
| Menorca                  | Aeroport de Menorca                         | Vueling / Ryanair                                          |
| Múrcia                   | Aeroport Internacional de Múrcia            | Vueling (Inicia el 20 d'Abril de 2020)                     |
| Palma                    | Aeroport de Palma                           | Air Europa / Vueling / Ryanair                             |
| Sant Sebastià            | Aeroport de Sant Sebastià                   | Vueling                                                    |
| Santander                | Aeroport de Santander                       | Vueling / Ryanair                                          |
| Santiago de Compostel·la | Aeroport de Santiago de Compostel·la        | Vueling / Ryanair                                          |
| Sevilla                  | Aeroport de Sevilla                         | Vueling / Ryanair                                          |
| Tenerife                 | Aeroport de Tenerife Nord                   | Vueling / Norwegian / Ryanair                              |
| Tenerife                 | Aeroport de Tenerife Sud                    | Vueling / Ryanair                                          |
| València                 | Aeroport de València                        | Vueling                                                    |
| Valladolid               | Aeroport de Valladolid                      | Vueling / Ryanair                                          |
| Vigo                     | Aeroport de Vigo                            | Vueling                                                    |